# 大和郡山市立郡山中学校
大和郡山市立郡山中学校 (やまとこおりやましりつ こおりやまちゅうがっこう)は、奈良県大和郡山市柳町にある公立中学校である。分教室「ASU」が学びの多様化学校（いわゆる不登校特例校）に指定されている。

## 概要
1つの学年で約250人、全校生徒は750人の学校である。

### 校区(学区)
以下の町内が郡山中学校の校区にあたる。
朝日町・藺町・今井町・植槻町・魚町・永慶寺町・大宮町・冠山町・観音寺町・北鍛冶町・北郡山町・北大工町・九条町・九条平野町・車町・紺屋町・材木町・堺町・雑穀町・塩町・城内町・城南町・城北町・城の台町・城見町・新紺屋町・新中町・代官町・高田口町・高田町・茶町・天井町・天理町・洞泉寺町・豆腐町・中鍛冶町・奈良町・新木町・西岡町・西観音寺町・西奈良口町・西野垣内町・野垣内町・東岡町・東奈良口町・藤原町・本町・南鍛冶町・南郡山町・南大工町・箕山町・矢田町通・柳一丁目・柳二丁目・柳三丁目・柳四丁目・柳五丁目・柳六丁目・柳町・綿町・城町の一部・

## アクセス
近鉄橿原線近鉄郡山駅からは徒歩約21分(1.6km)、大和路線郡山駅からは徒歩約31分(2.4km)となっている。
最寄りのバス停は大阪口である。若草台と近鉄郡山駅を結ぶ奈良交通38系統に乗るとこのバス停に停車する。

## 卒業生
- 城島茂 - アイドルグループ・TOKIOのリーダー。
- 砂間敬太 - 競泳選手。2020年東京オリンピック日本代表。